# Turistická značená trasa 1904
 Turistická značená trasa 1904 je 8 km dlouhá modře značená turistická trasa Klubu českých turistů spojující Horní Jelení a Zámrsk. Její hlavní směr je jižní.

## Průběh trasy
Turistická trasa má svůj počátek na náměstí v Horním Jelení na rozcestí se stejně značnou trasou 1903 Holice - Plchůvky, zeleně značenými trasami 4239 Kostelec nad Orlicí - Uhersko a 4241 Vysoké Chvojno - Choceň a žlutě značenou trasou 7326 z Borohrádku do Dobříkova. Trasa 1904 vede na jižní okraj města v souběhu s trasami 4241 a 7326, od hřbitova pak pouze s trasou 7326. Společně vstupují na lesní cestu a stále přibližně jižním směrem vedou na rozcestí Jelení les, kde končí i tento. Trasa 1904 pokračuje samostatně lesní cestou stejným směrem, po opuštění lesa vede poli, kříží silnici I/35 a po její souběžné starší vozovce míjí okraj Týnišťka. Po přejití Loučné pokračuje po staré silnici k nádraží v Zámrsku, prochází podchodem a u staniční budovy končí. Navazuje zde zeleně značená trasa 4291 do Vysokého Mýta.

## Historie
Před vybudování podchodu v železniční stanici Zámrsk překonávala trasa železniční trať Kolín - Česká Třebová po silničním nadjezdu západně od ní a poté vedla podél kolejí ke staniční budově.

## Turistické zajímavosti na trase
- Mariánský sloup v Horním Jelení
- Pomník obětem 1. světové války v Horním Jelení